# デビッド・スターン (ビジネスマン)

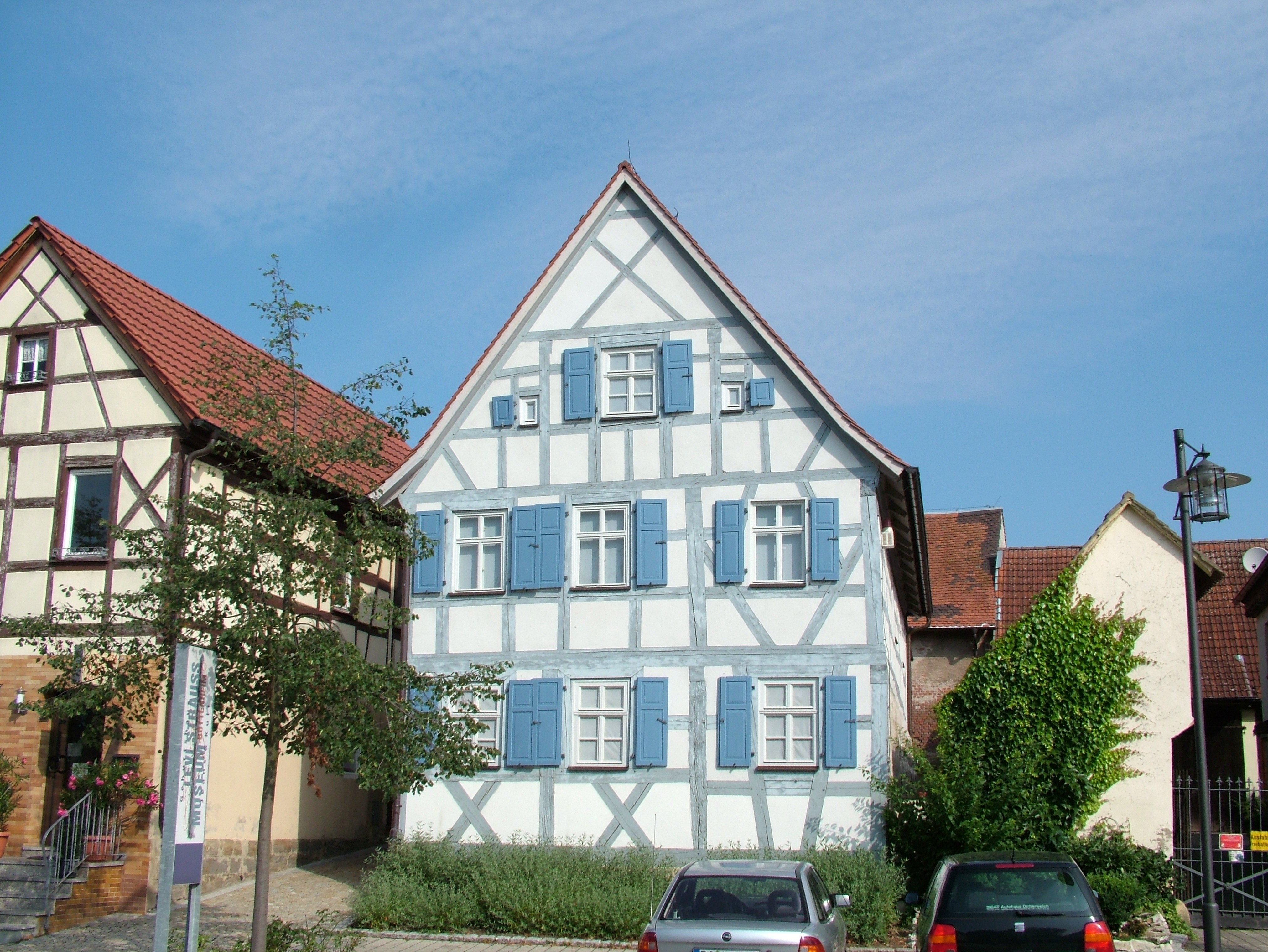
ブッテンハイムにある一家が住んでいた家

デビッド・スターン（1820年‐1875年）は、リーバイ・ストラウスの義兄に当たる人物で、リーバイスの共同設立に関わったドイツ出身のユダヤ人移民、ビジネスマンで織物商。

## 生涯
ドイツ、バイエルン王国生まれ。1850年にファニー（フェーゲラ）・スターンと彼は結婚し、ミズーリ州 セントルイスに移った。次にアメリカ南部、最後に1853年（1855年説も）にサンフランシスコに移住。義理の弟のリーヴァイ・ストラウスも会社設立に関わり、家族経営の商品販売会社を設けるために、ゴールドラッシュ時代に良く着られることがあり便利なジーンズを売り、好景気に導いた。1875年に亡くなる。54歳。
弁護士のデビッド・スターンとは同姓同名の別人である。
| スタブアイコン | サブスタブ | この項目は、まだ閲覧者の調べものの参照としては役立たない、人物に関連した書きかけの項目です。この項目を加筆・訂正などしてくださる協力者を求めています（P:人物伝/PJ:人物伝）。 |